# Iacobeni (Suceava)
Iacobeni è un comune della Romania di 2 168 abitanti, ubicato nel distretto di Suceava, nella regione storica della Bucovina. 
Il comune è formato dall'unione di 3 villaggi: Botoș, Iacobeni, Mestecăniș.